# Wehrturm Rothenthurm
Der Wehrturm Rothenthurm, auch nach der Farbe der Bedachung Roter Turm oder Letziturm, ist ein gut erhaltener mittelalterlicher Wehrturm in Rothenthurm im Kanton Schwyz in der Schweiz.

## Lage
Der Turm war Teil einer in der Schweiz als Letzi bezeichneten militärischen Talsperre, die das Tal südlich des Hochmoors von Rothenthurm abriegelte. Die Sperre war etwa 400 Meter lang und verlief über die ganze Breite des Talbodens zwischen dem Morgartenberg und der Ruchegg. Vor der Sperrmauer war ein Schanzengraben angelegt, der bei erhöhter Bedrohungslage mit dem Wasser der umliegenden Bäche gefüllt werden konnte. Der Turm steht unmittelbar neben dem Tor, das als Durchlass der alten Strasse von Einsiedeln und dem Zürichsee über den Sattel nach Schwyz diente, die Teil des Verkehrsweges über den Gotthardpass war.

## Geschichte
Die Letzi wurde um 1310 errichtet. Urkunden aus dieser Zeit bezeugen den Verkauf von Allmendland, aus dessen Erlös der Bau der mur ze Altun mata finanziert wurde, wobei sich Altun mata auf Altmatt bezieht, den Namen der Siedlung bei der Letzi. Grund für den Bau der Sperrmauer war ein Streit zwischen Schwyz und dem Kloster Einsiedeln, der sich mit Weiderechten befasste. Nachdem Schwyz im Januar 1314 das Kloster überfallen und geplündert hatte, befürchtete Schwyz ein Rachefeldzug der Habsburger, welche die Klostervogtei besassen.

## Bauwerk
Der Wehrturm und das daneben stehende Tor sind die einzigen erhaltenen Teile der Letzi, allerdings wurde das alte Tor 1827 durch ein neues im klassizistischen Stil ersetzt. Das neue Tor steht an der gleichen Stelle westlich des Turms, wo das Tor bereits im Mittelalter gestanden hatte. Der Turm steht leicht erhöht auf einer Felsrippe, sein Grundriss ist quadratisch und misst 6,8 × 6,8 Meter. Auf der Westseite des Turms befindet sich ein Hocheingang im zweiten Stock. Die einzigen andren Öffnungen sind drei Lüftungsschlitze in der Südfassade. Es wird davon ausgegangen, dass der Turm im Mittelalter einen hölzernen Obergaden trug, der in der Neuzeit durch ein Spitzdach mit Rot gestrichenen Schindeln ersetzt wurde. 1665 wurde der Name der Siedlung Altmatt, die sich am Standort des Turms befand, in Anlehnung an das rote Dach in Rothenthurm umbenannt.